# 毛鸭嘴草
毛鸭嘴草（学名：Ischaemum anthephoroides）为禾本科鸭嘴草属下的一个种。

## 扩展阅读
- 維基物種上的相關：毛鸭嘴草